# 沃雷
沃雷（法語：Vorey，法語發音：[vɔʁɛ]），法国东南部市镇，位于奥弗涅-罗讷-阿尔卑斯大区上卢瓦尔省，隶属于勒皮区，其市镇面积为39.23平方公里，2022年1月1日时人口数量为1,466人，在法国市镇中排名第7,228位。
沃雷位于上卢瓦尔省中北部，阿尔宗河与卢瓦尔河交汇处，是一个区域性的中心市镇，圣乔治多拉克—圣艾蒂安铁路经过此地，另有多个方向的公路在此交汇。

## 地名来源
“Vorey”一名可能出自高卢语单词“Vabero”，意为“隐藏的溪流”。在部分场合，沃雷又被称为阿尔宗河畔沃雷（Vorey-sur-Arzon，法語發音：[vɔʁɛ syʁ aʁzɔ̃]）。
沃雷所处区域历史上曾通行奥克语，“Vorey”在奥克语维基百科对应的拼写为“Vorèi”，在同语言的Openstreetmap中则被标记为“Vorèi (d'Arson)”。

## 历史
沃雷的早期历史尚不清楚，该地历史上长期为沃莱地区的一处普通村落。法国大革命后，沃雷成为上卢瓦尔省的一个市镇。工业革命期间，途经沃莱的圣乔治多拉克—圣艾蒂安铁路建成通车。法国喜剧家路易·茹韦曾居住于此，其父曾参与了当地阿尔宗河桥的建设。
在行政区划方面，沃雷曾于1801至2015年3月间为沃雷县的县治，并在1996至2016年间为昂布拉韦市镇公共社区的办公驻地。
在地方文化研究方面，当地的地方史爱好者Nicole Saint-Sernin和Jacky Darne于2022年10月出版了《阿尔宗河畔沃雷，从古至今》（Vorey-sur-Arzon, d'hier à aujourd'hui）地方志书籍。

## 地理

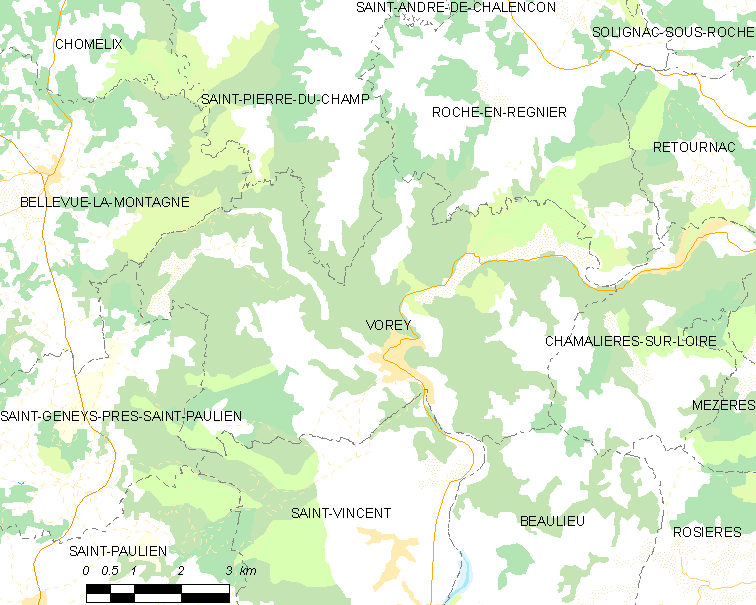
沃雷市镇范围地图

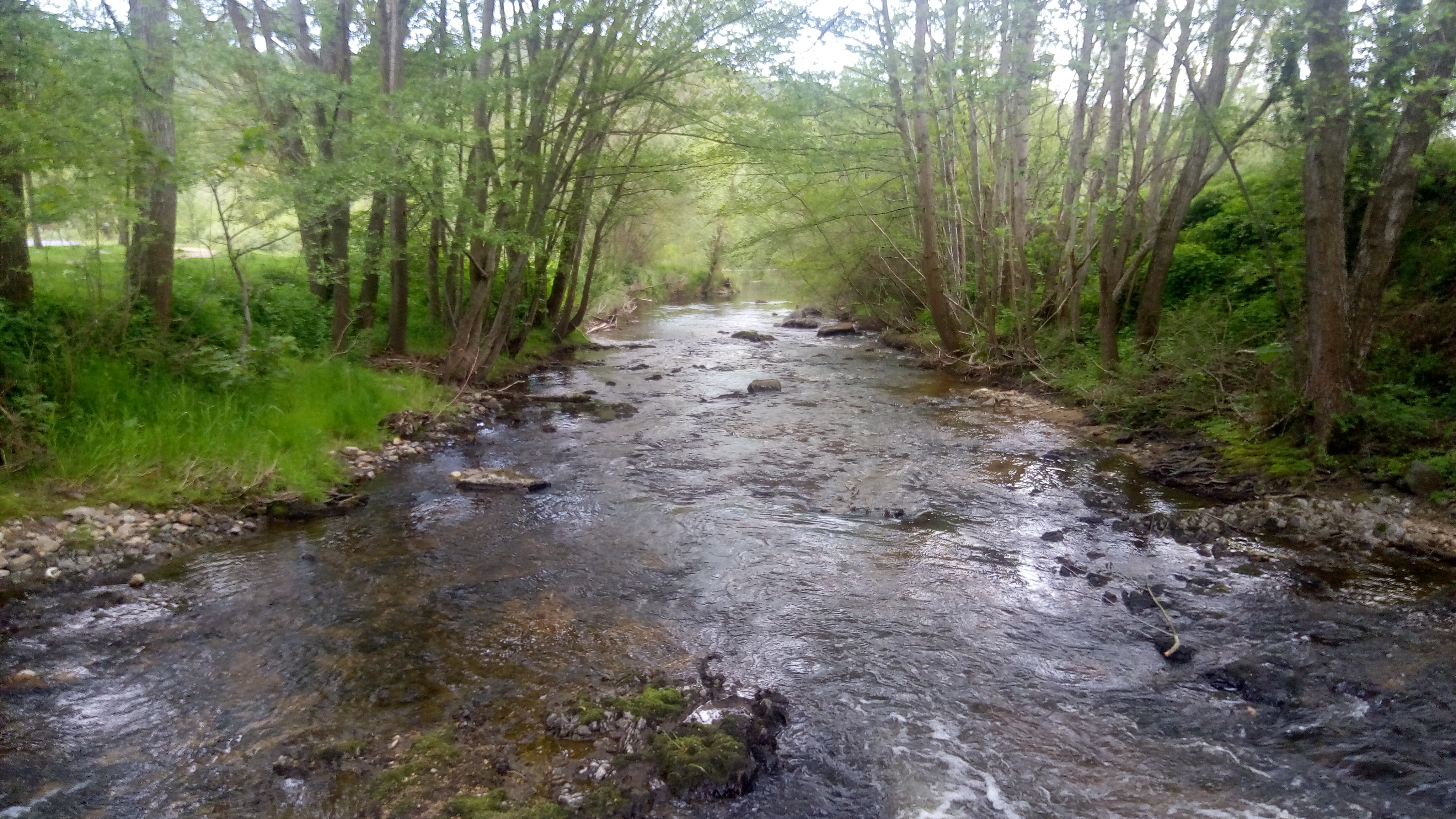
沃雷境内的阿尔宗河

沃雷位于法国东南部，奥弗涅-罗讷-阿尔卑斯大区西南部和上卢瓦尔省中北部，距离省会勒皮大约23公里。与沃雷接壤的市镇包括：贝勒维拉蒙塔涅、博略、卢瓦尔河畔沙马利耶尔、罗什昂雷尼耶、圣皮埃尔迪尚、圣波利安附近圣热内和圣樊尚。

### 地形
沃雷位于沃莱山腹地，境内以丘陵和山地为主，市镇中心位于一处地势较为平坦的河谷地带，全境海拔在510到948米之间。

### 水文
沃雷位于卢瓦尔河干流两侧，其左岸支流阿尔宗河在此与其交汇，此外其境内还有多条溪流。

### 植被
沃雷属于温带阔叶混交林区，林地广泛分布于市镇范围内的河流附近及山地地区。
在鲜花城市的评比中，沃雷被评为1星级鲜花城市。

### 气候
沃雷在柯本气候分类法中属于带有温带特征的山地气候，河谷地区温带特征更加明显。

## 行政区划
沃雷的市镇编号为43267，邮政编号为43800。
在行政管理方面，沃雷隶属于法国奥弗涅-罗讷-阿尔卑斯大区上卢瓦尔省勒皮区；在地方选举方面，沃雷隶属于昂布拉韦和梅加勒县，其市镇范围全境被划入上卢瓦尔省第一选区；在社会管理方面，沃雷是勒皮城市圈公共社区的组成部分。
截至2023年11月，沃雷市镇范围内暂无任何城市敏感街区及城市政策优先街区。
法国国家统计与经济研究所（简称）在进行数据统计时，未将沃雷划入任何城市核心区（Unité urbaine）及城市区（Aire urbaine）。自2020年起，沃雷被划入包含59个市镇的勒皮城市辐射区。此外，还将沃雷市镇整体看作一个“块区”（IRIS），以便于统计人口分布情况。

## 交通

### 公路
上卢瓦尔省省道D21线、D26线、D28线、D29线和D103线在沃雷境内交汇。
2020年，55.2%的沃雷家庭拥有至少一辆私人汽车。2020年，沃雷境内共发生各类交通事故2起，造成3人受伤，其中2人重伤。
|  | 80 |

| 勒皮 | 23 |

| 伊桑若 | 25 |

| 克拉波讷 | 19 |

### 铁路

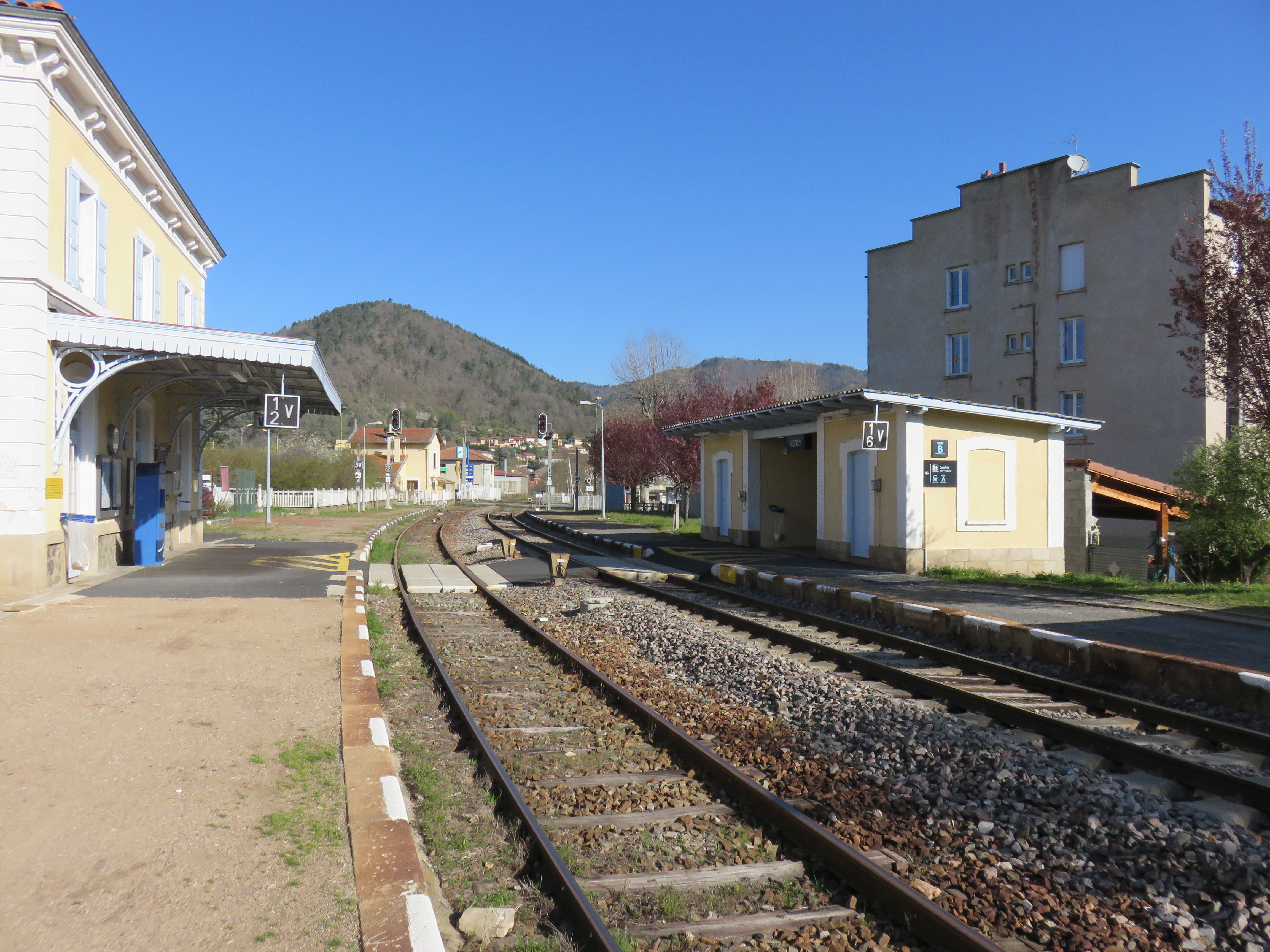
沃雷火车站内的股道

沃雷位于圣乔治多拉克—圣艾蒂安铁路上。沃雷站位于市区南部，停靠往返于勒皮和圣艾蒂安一线的区域列车

### 航空
距离沃雷最近的民用航空站为25公里外的勒皮机场。

### 城市公共交通
截至2023年11月，沃雷暂无城市公共交通系统。

## 政治

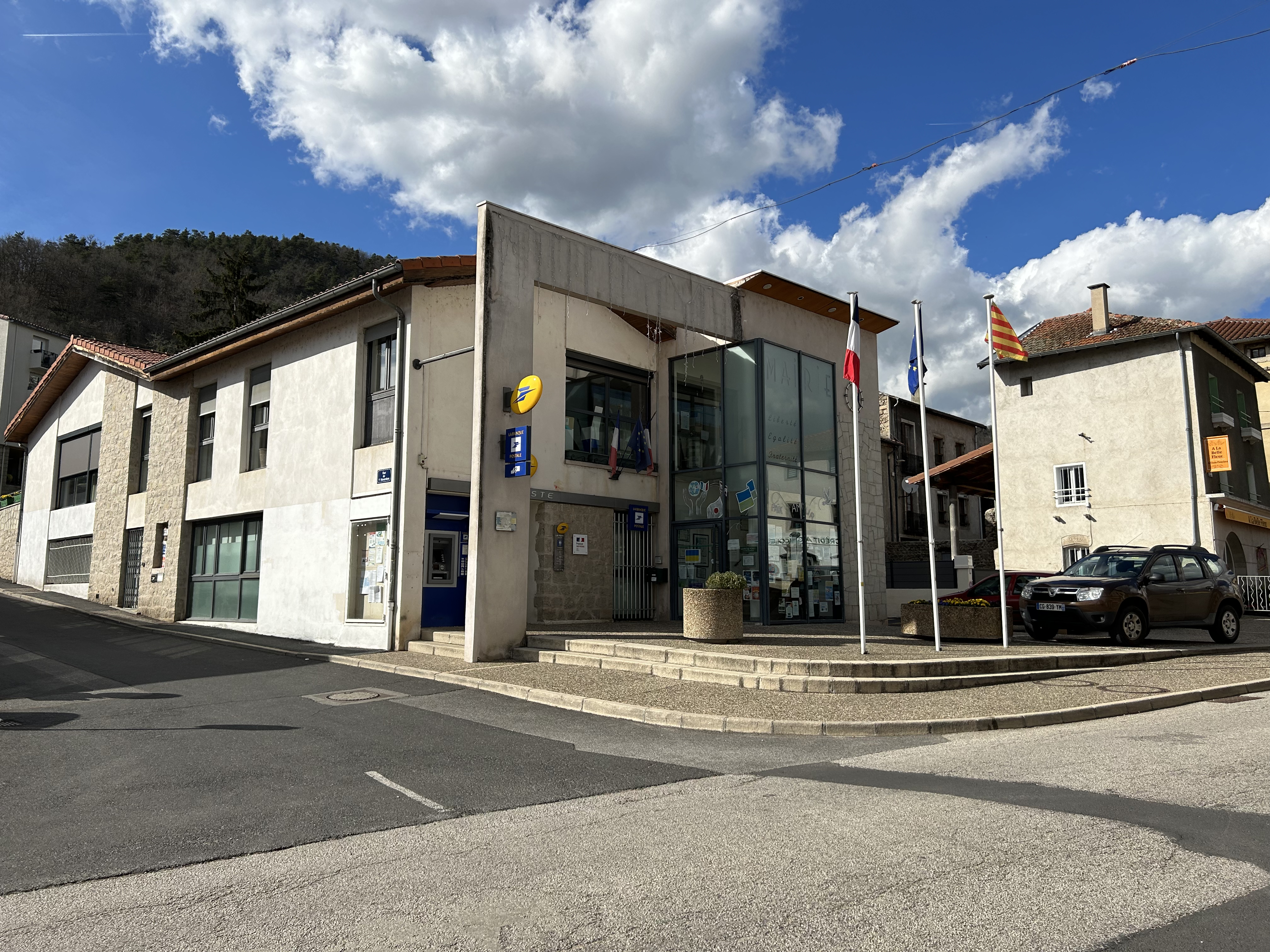
沃雷市政厅

沃雷的现任市长为塞西尔·加利安女士（Cécile GALLIEN），她是复兴党的一名成员，在2020年的市政选举中获得了54.78%的支持率。
在2022年的法国总统大选的第二轮选举中，法国极右翼政党国民阵线主席玛丽娜·勒庞在沃雷获得了53.73%的支持率。

## 人口
2020年，沃雷市镇人口数量为1,450，在法国排名第7,228位。其中男性699人，女性751人，75岁及以上人口占15.0%，外籍人口数量为14人，人口密度为37人/平方公里，当地居民被称为（男性）或（女性）。2021年，沃雷境内出生19人，死亡人口24人。
| 沃雷1901年－2020年人口变化情况 |
|                                |
| 数据来源：Cassini、INSEE       |

## 经济
沃雷是一个区域性的中心城市。截至2023年11月，沃雷市镇范围内共有各类用人单位（包含自雇）234家，平均历史为18年，其中99.05%为中小型企业（PME），2023年9月至11月间，当地的经济活力指数为0。（零售）、（电子配件生产）及（橡胶制品）是当地2021年营业额最高的三个企业，分别为174,133欧元、118,882欧元和71,882欧元。

## 财政与居民收入
2021年，沃雷的财政收入总额为1,584,540欧元，财政支出总额为1,073,030欧元，当年的债务总额为1,558,140欧元。2021年，沃雷市镇通过增值税获得0欧元的收入，此外当地还共获得了75,730欧元的国家直接财政补助。
2019年，沃雷的人均月收入总额为1,628欧元，低于法国平均水平（2,303欧元）。
2020年，沃雷境内的青壮年（15至64岁）失业率为14.4%；2022年，当地33.5%的家庭拥有纳税资格，平均纳税1,683欧元，低于法国平均水平（4,393欧元）。

## 社会事务

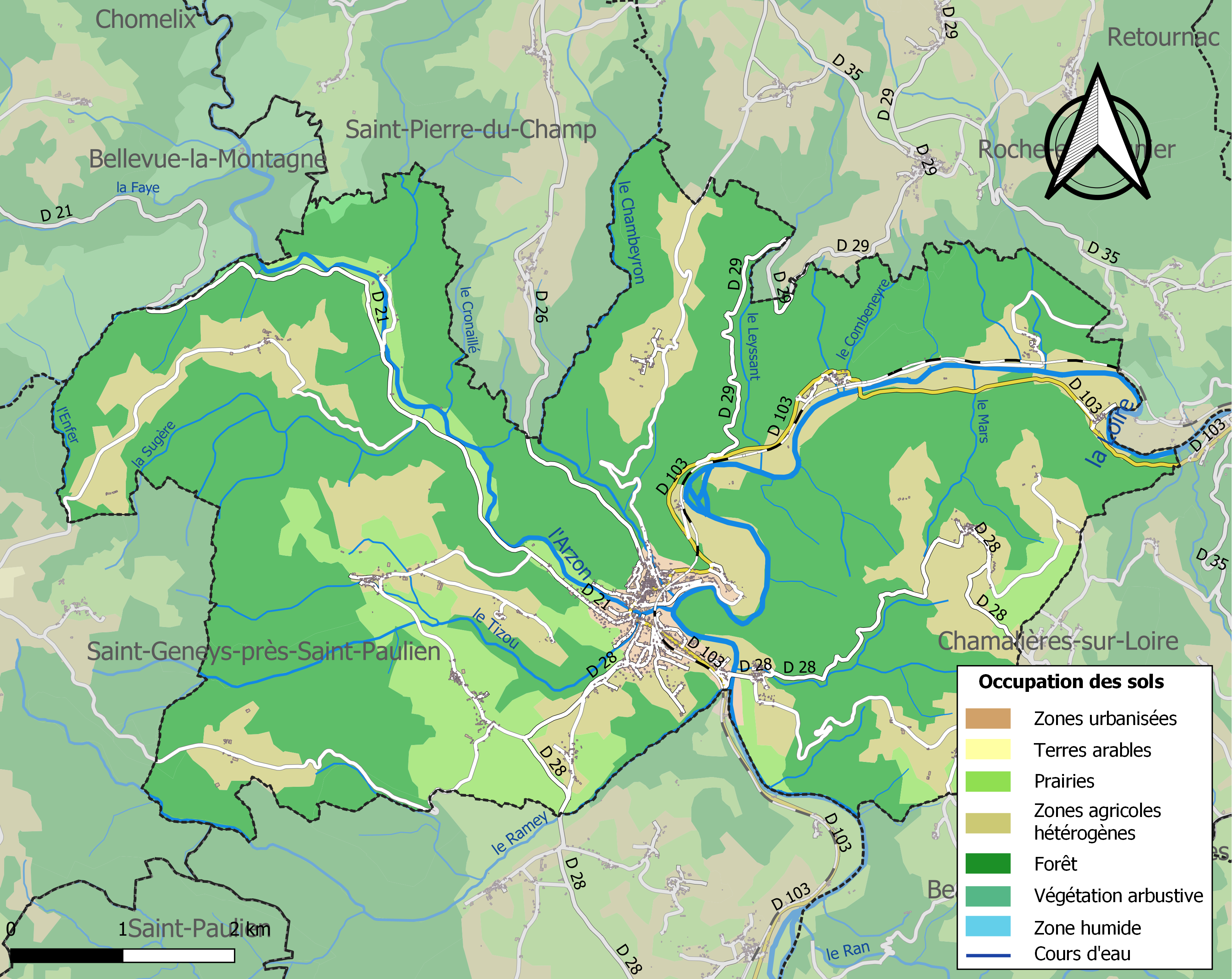
沃雷土地利用情况地图

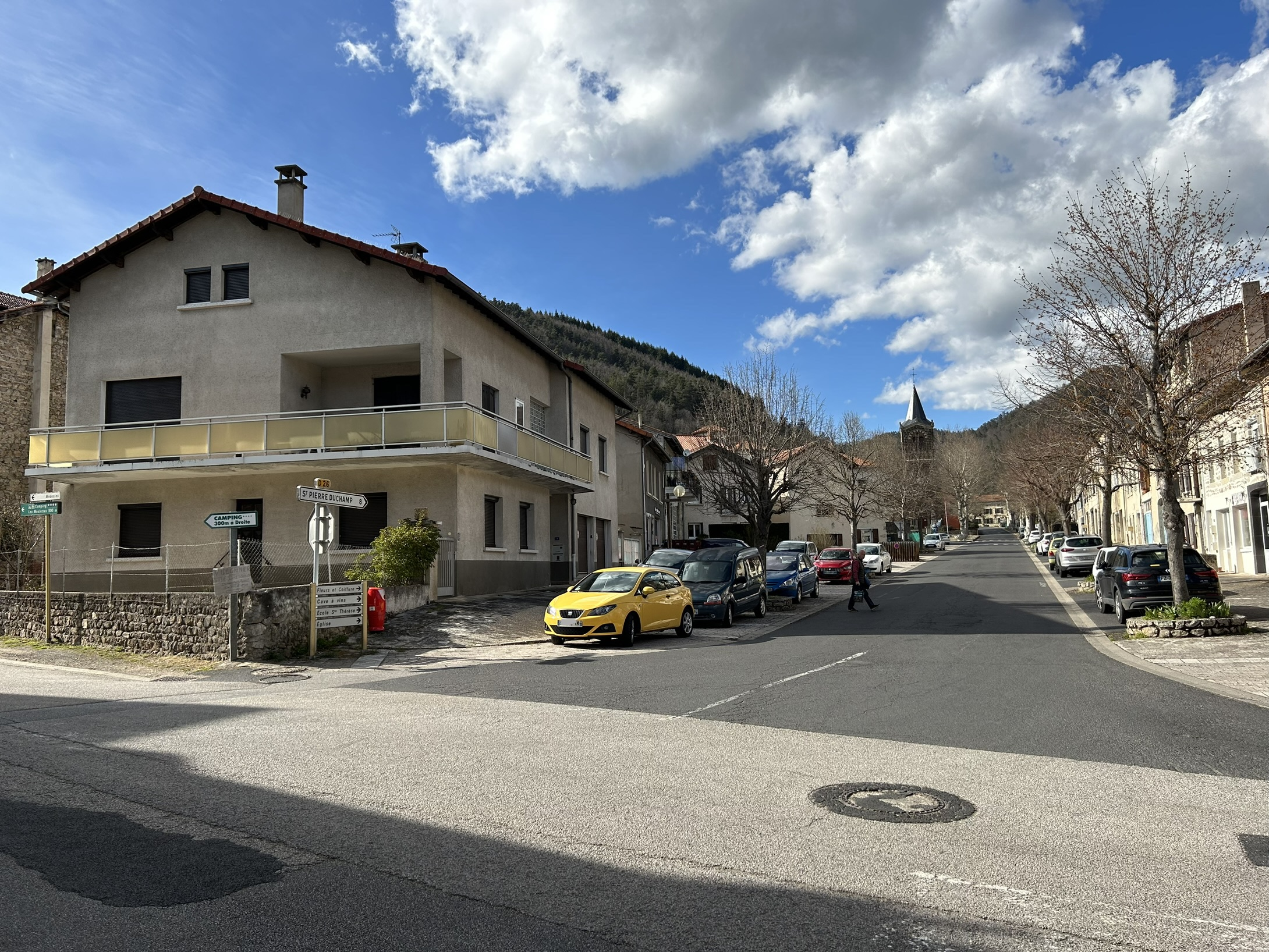
5月8日大街口

### 教育
沃雷属于克莱蒙费朗学区。截至2021年1月1日，沃雷境内共有2所小学。

### 医疗
截至2021年1月1日，沃雷境内共有全科医生2名、保健师3名、牙医1名和护士3名。境内共有药房1家、养老院1家。
距离沃雷最近的区域性医疗机构为勒皮中心医院（Centre Hospitalier du Puy-en-Velay），其主病区埃米尔·鲁医院（Hôpital d'Emile Roux）位于勒皮市区西北部，距离沃雷市区的正常车程大约26分钟，该院设有床位561个，是上卢瓦尔省规模最大的公立综合性医院。

### 住房
2020年，沃雷境内共有各类住房1,083套，其中78.7%为独立式居民区，20.3%为集中式居民区。常住房屋占沃雷市镇范围内居民建筑总量的63.8%。
在住房保障政策方面，2022年，沃雷境内共有134户家庭获得了住房经济补助，受益人数占总人口数量的11.7%，其中129份为房租补助。

### 商业
2021年，沃雷境内共有各类实体商铺36家，其中餐厅3家、大型超市1家、面包房2家、肉铺1家、书店2家、装饰品店2家、美容美发店3家、汽车维修店4家。市区南部建有一家Intermarché购物超市。

### 体育
2021年，沃雷境内共有1家游泳池、1间体育馆、2处网球场以及1处足球或橄榄球场。
截至2023年11月，沃雷昂布拉韦体育协会（ASE Vorey，编号520149）是沃雷境内唯一的一家注册足球俱乐部，该足球队成立于1913年，其主队2023至2024赛季参加奥弗涅-罗讷-阿尔卑斯大区足球联赛丙组（法国第八级别），其主场为奥古斯特·博纳富球场（Stade Auguste Bonnefoux）。

### 环境
沃雷的环境事务由其所属的勒皮城市圈公共社区联合各级政府协调负责。2021年，沃雷境内暂无污染企业。

### 治安
2021年，沃雷市镇范围内有1处宪兵队。
沃雷及其附近的共110个市镇是勒皮国家宪兵队（zone gendarmerie de Le Puy-en-Velay）的管辖范围。2020年，该宪兵队累计记录各类案件1,538起，其中盗窃类案件511起，经济类案件260起，毒品交易类案件277起。

## 文化

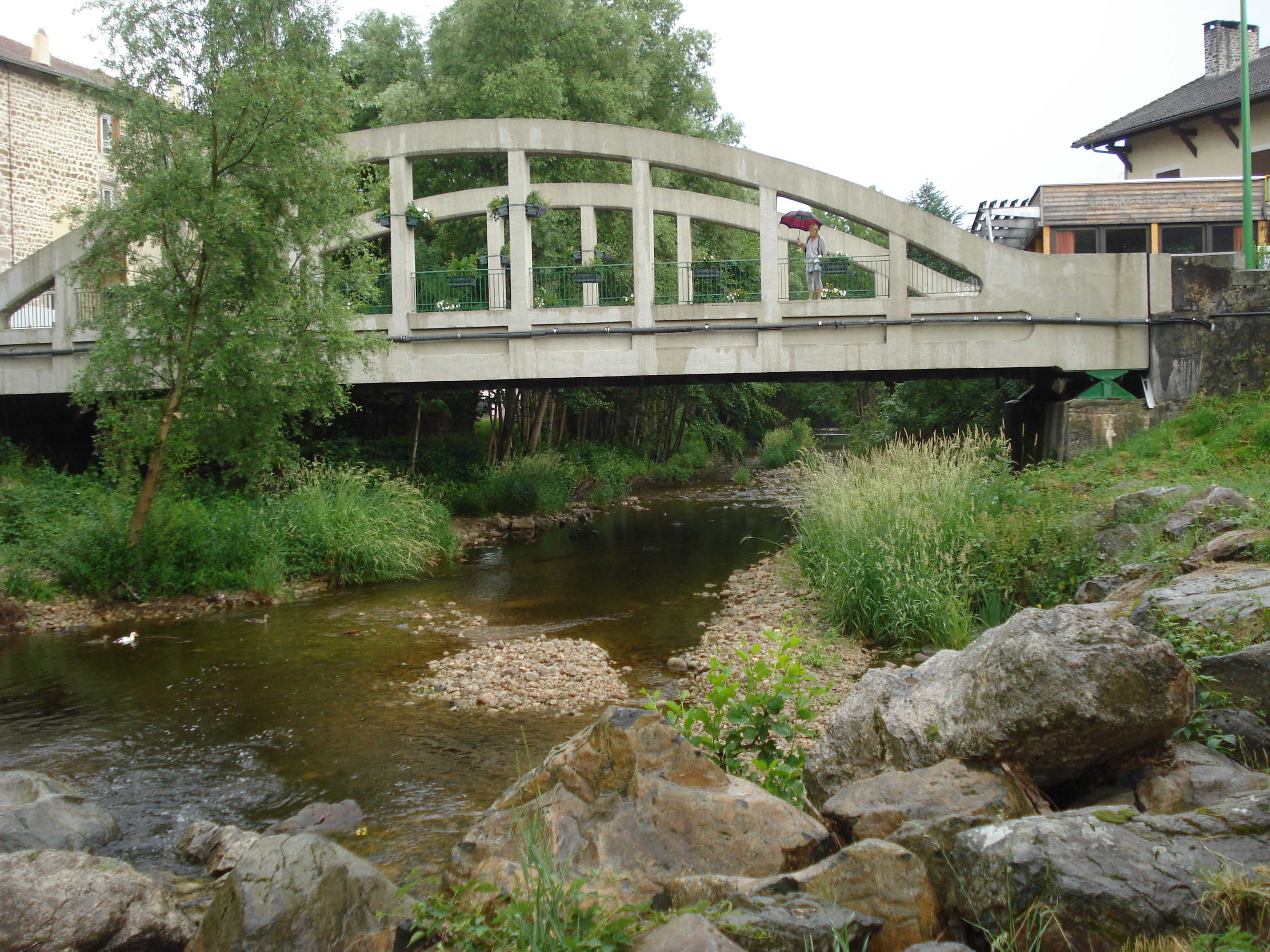
阿尔宗河桥

2021年，沃雷境内暂无任何文化设施。沃雷境内建有市政多媒体中心（Médiathèque municipale），每周一、三、五、六向公众开放。

### 建筑
沃雷境内有多处历史建筑，其中圣桑福里安教堂（Église Saint Symphorien）、阿尔宗河桥、市政厅等为当地的地标性建筑物。

### 旅游
沃雷的旅游事务由其所属的勒皮城市圈公共社区负责。2023年，沃雷境内共有1家酒店共计10间房间；另有2个露营地，可容纳共155辆露营车。

### 媒体
法国主要的媒体均可在沃雷接收，法国电视三台下属的奥弗涅-罗讷-阿尔卑斯大区频道在部分时段播出沃雷所在上卢瓦尔省的地方新闻。《进步报》、《上卢瓦尔省觉醒报》、蓝色法兰西奥弗涅广播、Scoop广播等是当地主要的地方性媒体。

## 友好城市
截至2023年11月，沃雷共与一座城市建立了友好城市关系：
- 西班牙 克雷克塞利